# Kina är nära
Utmaningen (italienska: La Cina è vicina) är en italiensk dramakomedi från 1967 i regi av Marco Bellocchio.

## Utmärkelser
Filmen vann Juryns stora pris vid Filmfestivalen i Venedig 1967.

## Rollista i urval
- Glauco Mauri - Vittorio
- Elda Tattoli - Elena
- Paolo Graziosi - Carlo
- Pierluigi Aprà - Camillo
- Daniela Surina - Giovanna
- Alessandro Haber - Rospo
- Claudio Trionfi - Giacomo
- Laura De Marchi - Clotilde
- Mimma Biscardi - Giuliana
- Claudio Cassinelli - Furio